# Heteronarce bentuviai
Heteronarce bentuviai är en rockeart som först beskrevs av Baranes och Randall 1989.  Heteronarce bentuviai ingår i släktet Heteronarce och familjen Narkidae. IUCN kategoriserar arten globalt som otillräckligt studerad. Inga underarter finns listade i Catalogue of Life.